# Словацкий Рай
Словацкий Рай, Словенски Рай (словац. Slovenský raj), горный массив и народный парк в восточной Словакии, часть Спишско-Гемерского Карста. Наивысшая точка — гора Велька Кнола, 1266 м.
Словацкий Рай имеет площадь 210 км² и располагается на территории районов Спишска Нова Вес, Попрад и Рожнява. По его территории протекают реки Горнад и Гнилец. 90 % территории составляют леса, в основном буково-пихтовые.

## Достопримечательности
- Города Спишске Подградье, Левоча, Рожнява, Попрад, Спишска Нова Вес, Гелница
- Множество пещер, для посещения доступна лишь Добшинская
- Скалы
- Пропасти
- Каньоны
- Водопады